# Florin Prunea
Florin Prunea (Bucarest, 8 d'agost de 1968) fou un futbolista romanès de la dècada de 1990.
Destacà com a futbolista a Dinamo Bucureşti i Universitatea Cluj. Fou 40 cops internacional amb Romania i participà en els Mundials de 1994 i 1998 i a les Eurocopes de 1996 i 2000.

## Palmarès
Dinamo Bucureşti
- Lliga romanesa de futbol: 2001-02
- Copa romanesa de futbol: 1985-86, 2000-01

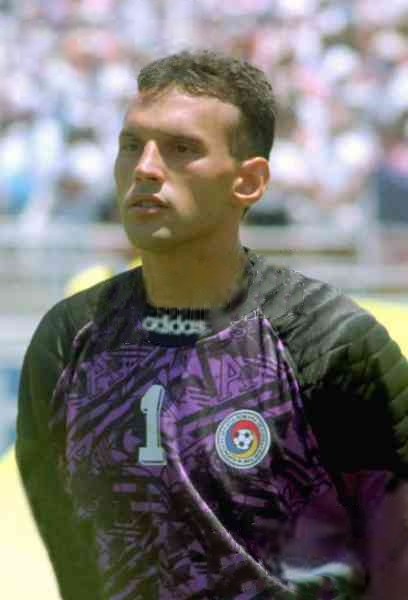
Florin Prunea el 1994.

Universitatea Craiova
- Lliga romanesa de futbol: 1990-91
- Copa romanesa de futbol: 1990-91

Litex Lovech
- Copa búlgara de futbol: 2000-01